# Robert Kalivoda
Robert Kalivoda (11. prosince 1923 Praha – 6. prosince 1989 Nová Ves pod Pleší) byl český filozof a historik, představitel nedogmatického marxismu a důležitá intelektuální postava pokusu o humanizaci komunismu zvaného pražské jaro.  

## Život
V roce 1942 maturoval na klasickém gymnáziu, v roce 1943 absolvoval kurz na Obchodní akademii. Koncem války patřil ke skupině Spořilovští surrealisté. V letech 1945 až 1949 vystudoval Filozofickou fakultu Univerzity Karlovy. Od roku 1948 do roku 1950 byl středoškolským profesorem, od roku 1950 do roku 1953 byl zaměstnán na Ministerstvu školství. Od roku 1954 do roku 1970 vědecký pracovník Filosofického ústavu ČSAV, kde byli jeho kolegy Květoslav Chvatík, Josef Zumr a Karel Kosík. V 60. letech patřil k výrazným tvářím liberalizace režimu a nakonec obrodného procesu, do nichž se zapojil zejména známými dialogy mezi křesťany a marxisty. Kalivoda se během pražského jara i přímo politicky angažoval a nabízel k veřejné diskusi model samosprávného socialismu jugoslávského typu, v čemž ale příliš úspěšným nebyl. Každopádně vpád ruských vojsk značil konec jeho kariéry. V roce 1970 byl nuceně převeden pod záminkou reorganizace do Pedagogického ústavu ČSAV a v roce 1974 byl z politických důvodů předčasně penzionován a až do své smrti nemohl veřejně vystupovat.

## Dílo
Mimořádnou pozornost věnoval husitství (Husitská ideologie ad.), v němž na rozdíl od jiných autorů zkoumal nejvíce táborský radikalismus, který viděl jako předvoj "buržoazní revoluce" a modernismu. Ve studii Moderní duchovní skutečnost a marxismus, jež se stala intelektuální událostí pražského jara, docenil českou uměleckou avantgardu 20. let jako vrcholný jev české kultury 20. století. Průlomově působila také druhá část knihy, která sbližovala Marxovo učení s Freudovým a volala po antropologii postavené na "dialektice sexu a hladu a jejich sublimacích" (tato snaha propojit marxismus s psychoanalýzou měla v té době své protějšky i na západě, ale v českém prostředí, kde ještě před pár lety, ba měsíci, byly podobné úvahy nemyslitelné, působila mnohem dramatičtěji). Ještě politicky třaskavěji působila třetí část knihy, kde Kalivoda marxismus zařadil k libertinistickým hnutím a označil za jeho cíl osvobodit "všechny tvůrčí síly a potence člověka" a otevřít člověku "dějiny jako předmět jeho aktivity a nejvlastnější sféru jeho působení". Kontrast tohoto pojetí marxismu se stalinismem byl evidentní. Kalivodova verze marxismu, spolu s Kosíkovou, Machovcovou a Goldstückerovou, tvořila ideologické a filozofické jádro pražského jara. 

### Posmrtně vydáno
- KALIVODA, Robert. Husitská epocha a J. A. Komenský. Praha: Odeon, 1992. 312 s. ISBN 80-207-0341-1.
- KALIVODA, Robert. Husitské myšlení. Praha: Filosofia, 1997. 367 s. ISBN 80-7007-098-6.